# Сосновка (Кировская область)
Сосно́вка — город (с 1962) в России, в Вятскополянском районе Кировской области России, образует Сосновское городское поселение.

## География
Город расположен на левом берегу Вятки при впадении в неё реки Пыжманка в 13 км к востоку от города Вятские Поляны (18 км по автодороге), в 280 км к юго-юго-востоку от Кирова и в 145 км к северо-востоку от Казани.
В городе находится ж.-д. станция Сосновка (Горьковская ж. д.) на линии Москва — Казань — Екатеринбург.
Имеется автомобильный мост через Вятку недалеко от западной окраины города, на автодороге в Вятские Поляны (выход к автодорогам на Казань, Киров, Йошкар-Олу).

## История города

### Легенда о беглых каторжниках
Несколько долгих дней и ночей плыли в старой лодке с верховьев Вятки два беглых каторжника. Голодные, уставшие до изнеможения, они, сменяясь, лежали на дне лодки, сомкнув глаза, и чутко прислушиваясь ко всем звукам. К вечеру река круто повернула влево, и за излучиной блеснули налитые янтарем колонны вековых корабельных сосен. Ночь у костра люди провели в беспокойстве. А наутро обследовали местность и увидели, что обильна она живностью, ягодами да грибами. Следов человека на несколько верст не обнаружили. Прожили они здесь с неделю, а потом решили остаться навсегда. Так появилось на левом берегу реки Вятки поселение, которое назвали Сосновкой.
Старинная легенда живёт до сих пор. Более трёхсот лет прошло с того времени, но осталась в память о каторжанах самая распространённая в этих местах фамилия Павловы (так по легенде звали одного из беглых) да красивое название поселения.

### Возникновение Сосновки
Точной даты возникновения Сосновки в архивных документах не обнаружено. А первое упоминание о ней относится к 1699 году. Старожилы, чьи воспоминания сохранены в местном краеведческом музее, рассказывали, что при въезде в деревню стоял указательный столб, к которому была прибита доска с надписью: «Деревня Сосновка Старотрыкской волости Малмыжского уезда, дворов-87, жителей-402 человека, из них мужского пола-187, женского-215 человек».
В дореволюционной Сосновке было три улицы — Деревня, Закутум и Митровка. Ныне это — Советская, Садовая и Коммунальная.
Первой возникла улица Деревня. Потом появилась Закутум — производное название от слова «закут» — маленький темный хлевушек для скотины. Сосны, под сенью которых выросла улица, затеняли её и создавали впечатление закутка. Митровка была названа по имени некого Митрия, первым поставившего здесь дом. На горе отстраивалась ещё одна улица, на которой было всего четыре дома, она именовалась Вшивой Горкой. Такое название объясняется, видимо, тем, что жили на этой улице очень бедные семьи.

### До 1917 года
Если расположенные выше по реке Вятские Поляны развивались как торговое село, то Сосновка — как промышленное. В 1763 году на берегу Пыжманки был открыт значительный по тому времени медеплавильный завод, принадлежавший казанским купцам Кобелевым. В четырёх печах выплавлялось около 1500 пудов меди в год. Работные люди Пыжманского медеплавельного завода оказали активную помощь и поддержку Емельяну Пугачеву в его походе на Казань — они привезли крестьянскому предводителю несколько пушек собственного изготовления.
В 1830 году местным купцом Василием Афанасьевичем Решетниковым была основана канатнопрядильная фабрика, на которой работали 16 человек. Годовое производство выражалось цифрой в 8 тысяч рублей. Канаты и веревки поставлялись в основном лесопромышленникам, которые занимались заготовками и сплавом леса.
Его брат Александр Афанасьевич Решетников, в 1905 году основал в селе лесопильный завод. Поначалу здесь с помощью циркульной пилы, приводимой в движение вручную, производилась только распиловка древесины на дрова. Через два года хозяин завода купил пилораму и паровой двигатель «Маршаль», установив это оборудование в холодном дощатом сарае. С приобретением локомобиля начали пилить кровельный и половой лес, продукцию отправляли на Волгу. В ту пору на заводе работали около 20 человек.
В 1912 году началось строительство железной дороги Москва — Екатеринбург, которая пролегала через Вятские Поляны и Сосновку. 20 октября 1915 года через разъезд Сосновка прошел первый поезд. Железная дорога способствовала расширению экономических связей села с другими регионами и ускорила его промышленное развитие.
В 1910 году открыта первая двухкомплектная земская школа на 60 детей. В основном это были дети промышленников, зажиточных крестьян и священнослужителей.
До революции село украшали две церкви: деревянная и каменная.

### После 1917 года
Ускоренными темпами промышленность Сосновки стала развиваться после октябрьской революции. В 1924 году здесь была открыта судостроительная верфь — предприятие, давшее мощный толчок к развитию города. Работать в Сосновку перебрались специалисты из Астрахани, Городца, Пензы и других городов. В первую очередь были поставлены лесопильный цех, где установлены одна пилорама и локомобиль в 24 лошадиные силы, а также кузница, столярка, конюшня и столовая.
Первые годы суда строили полусезонным методом. Закладка и постройка их производилась зимой, достройка и сдача заказчикам — летом. Строительство велось по проектам Астраханской верфи.
В 1928 году территория верфи с одного гектара увеличилась до шести, но по-прежнему представляла собой открытую площадку. В условиях, когда почти все операции выполнялись вручную, за первые четыре года были построены четыре рыбные шаланды длиной по 55 метров каждая и восемь живорыбных садков длиной по 22 метра. Первым трем шаландам были присвоены громкие, в духе того времени названия: «Факел социализма», «Труд революции», «Пионерка».
В годы первых пятилеток судоверфь выполняла самые различные заказы для народного хозяйства страны, главным образом для рыбной промышленности. Местные умельцы, никогда в жизни не видевшие моря, освоили строительство таких судов как шаланды, парусные рыбницы, морские плашкоуты, плавучие рыбзаводы, рефрижераторы, речные сухогрузные баржи. В 1935—1936 годах по заказу Наркомата пищевой промышленности стали строить кунгасы и кавасаки — рыболовные суда, которые ранее закупались в Японии. Суда были очень прочными, надежными, что по условиям штормового Охотского моря, где они использовались, было немаловажным достоинством.
Судоверфь ежегодно расширялась, крепла её материальная и техническая база, росли кадры судостроителей. Судоверфь представляла собой хорошо организованное предприятие, где был накоплен большой опыт строительства деревянных судов. Значительно выросло и само село, были построены несколько жилых домов, клуб, баня, два общежития.
В 1930-е годы были закрыты обе церкви. Здание каменной церкви, располагавшееся вблизи улицы Советской (бывшей Деревни) напротив лавки купца Решетникова, было переоборудовано под школу — в ней занимались учащиеся начальных классов семилетней школы. Деревянная церковь была превращена в клуб — первое учреждение культуры на селе (в 1950-е годы клуб сгорел, на его месте был построен клуб имени Гагарина — в настоящее время переделан под церковь).
В 1936 году в Сосновке было начато сооружение средней школы. Потребовался на фундамент кирпич или бутовый камень. Согласно постановлению Вятскополянского райисполкома была разобрана кирпичная церковь. Через полгода строительство школы было завершено, но Сосновка лишилась своего единственного памятника архитектуры.
В годы Великой Отечественной войны сосновские судостроители самоотверженно трудились во имя Победы. В конце 1941 года завод получил первое фронтовое задание — начать выпуск аэросаней. За зиму 1941—1942 годов судостроители дали фронту 267 невиданных ранее машин.
Весной 1942 года из Ярославля прибыли четыре корпуса боевых катеров. День и ночь вёлся монтаж судов, и в июле катера были отправлены к месту назначения. А уже во втором квартале началось строительство торпедных катеров.
Существующая технология поточно-бригадного метода на заводе не удовлетворяла возросшие потребности фронта. Приказом Наркома комиссариата судостроительной промышленности в октябре 1942 года завод обязывался перейти на поточно-позиционную постройку судов. Этому предшествовала огромная и длительная работа: были спроектированы и построены эллинги, в них проложены железнодорожные пути, изготовлены и смонтированы конвейерные тележки, построены бытовые помещения.
20 апреля 1943 года бригада судоплотников, руководимая С. А. Ижевкиным, принесла на своих плечах из корпусообрабатывающего цеха огромный киль и в торжественной обстановке произвела на первой позиции четвёртого эллинга закладку судна. Так впервые в Советском Союзе корабелы стали собирать суда поточно-позиционным, то есть конвейерным способом. Маленькая и маломощная некогда судоверфь в годы войны стала крупным судостроительным предприятием. Судостроители приступили к выпуску мирной продукции.
29 марта 1962 года указом Президиума Верховного Совета РСФСР рабочий поселок Сосновка преобразован в город районного подчинения. Один из самых молодых городов на карте области заметно вырос за последние годы. Кроме судостроительного завода, в нём было ещё более 50 предприятий.
На глазах растут кварталы города, утопая в зелени берез. На месте снесенных старых строений возводятся новые жилые дома, магазины, детские сады, предприятия бытового обслуживания.
Есть один неприметный, но очень притягательный для жителей города и его гостей уголок — краеведческий музей в Сосновской гимназии, созданный учителем-энтузиастом, исследователем родного края Н. И. Уракаевым и его учениками. Вся история Сосновки в её экспонатах и документах, а их более шестисот.
С 1 января 2006 года согласно Закону Кировской области от 07.12.2004 № 284-ЗО образовано муниципальное образование Сосновское городское поселение.

## Население
| 1690    | 1938    | 1939    | 1959    | 1967    | 1970    | 1979    | 1989    | 1992    |
| ------- | ------- | ------- | ------- | ------- | ------- | ------- | ------- | ------- |
| 402     | ↗6538   | ↘6000   | ↗14 115 | ↗16 000 | ↗16 748 | ↘15 657 | ↘15 179 | ↗15 300 |
| 1993    | 1996    | 1998    | 2000    | 2001    | 2002    | 2003    | 2005    | 2006    |
| ↗15 900 | ↘14 900 | ↘14 300 | ↘14 100 | ↘14 000 | ↘12 840 | ↘12 800 | ↘12 600 | ↘12 400 |
| 2007    | 2008    | 2009    | 2010    | 2011    | 2012    | 2013    | 2014    | 2015    |
| ↘12 300 | ↘12 200 | ↘12 168 | ↘11 960 | ↗12 000 | ↘11 856 | ↘11 845 | ↘11 821 | ↘11 628 |
| 2016    | 2017    | 2018    | 2019    | 2020    | 2021    |         |         |         |
| ↘11 420 | ↘11 254 | ↘11 027 | ↘10 823 | ↘10 743 | ↘8428   |         |         |         |

На 1 января 2025 года по численности населения город находился на 983-м месте из 1124 городов Российской Федерации.

## Экономика
Деревообрабатывающий комбинат, лесоперевалочная база (крупнейшая в области), судостроительный завод (катера, шлюпки, суда на воздушной подушке). На данный момент нет ни одного из перечисленных предприятий.

## Религия
Православные храмы
- Церковь Покрова Пресвятой Богородицы

Мечети
- Мечеть

## Знаменитые жители и уроженцы
- Евгений Беляев — Олимпийский чемпион в лыжных гонках 1980 года.
- Хази Миникаев — полный кавалер ордена Славы.
- Андрей Попугаев — советский и российский хоккеист, призёр чемпионатов СССР и СНГ.
- Денис Багирян — российский тяжелоатлет, бронзовый призёр чемпионата Европы 2005 года в рывке.
- Раис Гайнутдинов — российский тяжелоатлет, призёр чемпионатов России и Европы, обладатель Кубка России по тяжелой атлетике.
- Одинцов Николай Иванович — заслуженный работник культуры России, «Золотая труба» Кировской области.